# Vällugn

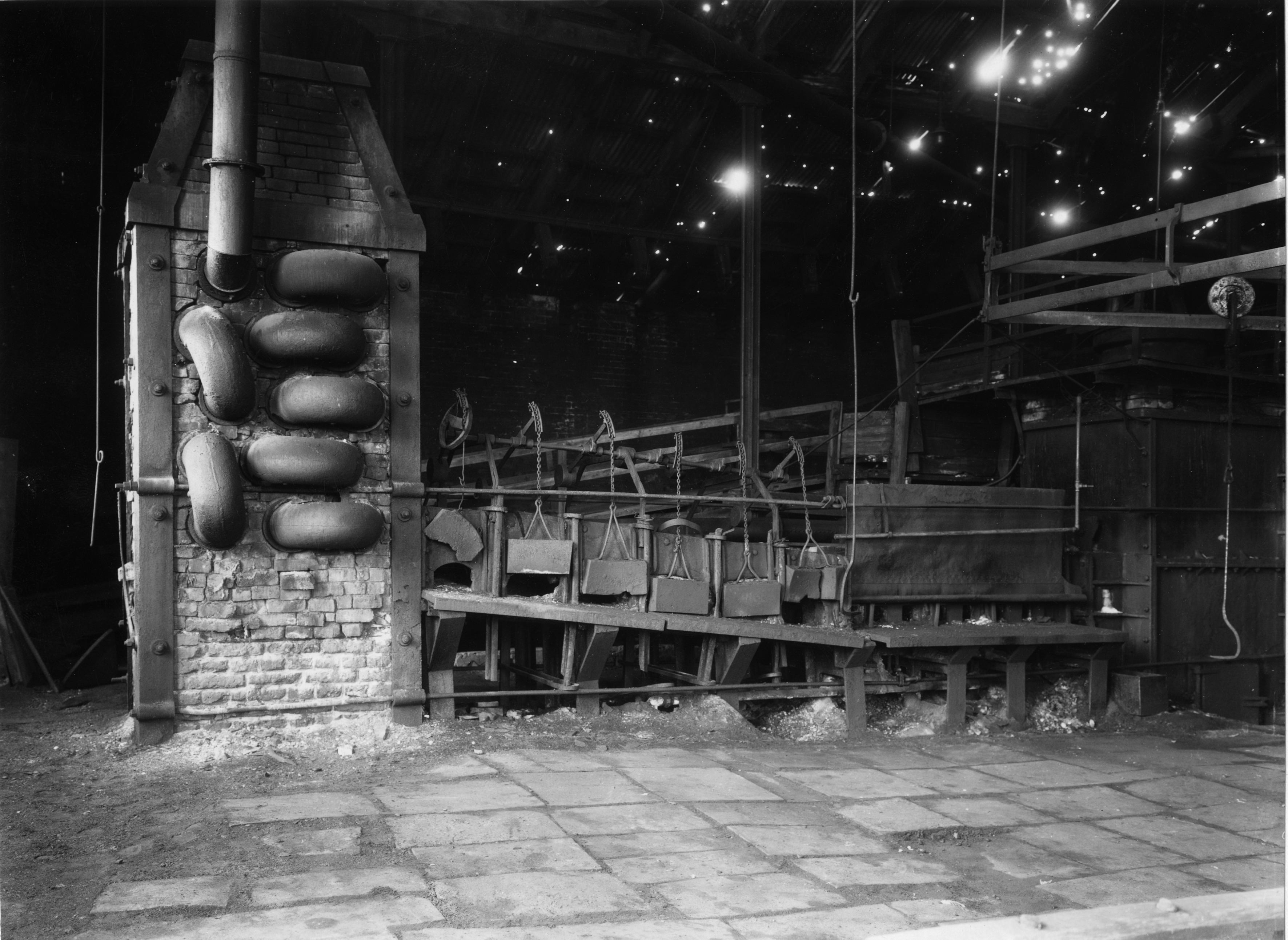
Vällugn med flera härdar i Lövsta bruk (gammal stavning Leufsta bruk). Varmapparaten (luftförvärmare) till vänster.

Vällugn är en ugn som användes i smedjor från 1845. Ugnen hettar upp järn till vitglödande, över den temperatur där järnet mjuknar och blir degigt men under smältpunkten. Då är sammanfogning av järnstycken med vällning möjligt och utvalsning till stångjärn och plåt genomförbart. Vällugnen blev mycket populär och användes tillsammans med den svenska lancashirehärden. Vällning och valsning bildade nu ett nytt produktionssystem som gjorde den svenska järnproduktionen konkurrenskraftig. Modernare metoder för sammanfogning, typ svetsning har ersatt vällning i vällugn i industriella sammanhang.

## Historia
Det svenska stålet blev under 1800-talets första hälft utsatt för stark konkurrens av det engelska stålet. Det framställdes med stenkol som bränsle och därefter valsning i valsverk. Svenska valsverk på den tiden kunde inte producera stål till samma kvalitet som den engelska. Orsaken var att vi kunde inte ge smidesämnena så hög temperatur så att valsningen hann företas medan järnet ännu var gulvarmt. Valsningen av brunvarmt järn gav inte den rätta effekten i fråga om täthet. Bruksdisponent Gustaf Ekman vid Lesjöfors bruk företog flera studieresor i England och konstruerade och byggde en vällugn i Lesjöfors bruk och kunde demonstrera anläggningen 1843. Ekmans vällugn är av typen gasvällugn och den kallas också koltornsvällugn. Ekman patenterade inte uppfinningen för han ville främja järnframställningen i landet. Ugnen blev mycket populär i Sverige och Norge. Lancashirejärnets smidbarhet och vällbarhet var oöverträffad. Det användes bl.a. för tillverkning av dragkrokar, kätting och ångpannematerial.
Stångjärn och plåt tillverkat med valsning av smältor efter lancashireprocessen dominerade marknaden från mitten av 1800-talet. Samtidigt utvecklades götstålet (bessemer och martinprocessen) med gjutning som gav gjutjärnsprodukter och stränggjutning som gav plåt, stång och tråd. Det kom successivt att ta över. Lancashireprocessen fick ett hårt slag i och med krisen på 1920-talet. Efter det fanns bara åtta lancashiresmedjor kvar i Sverige och den sista, Ramnäs bruk, stängdes 1964.

## Konstruktion, användning
Det finns två typer av vällugnar: dragvällugnar och gasvällugnar. Dragvällugnen har en eldstad i ena änden som eldas med stenkol eller ved. Lågan stryker under eldstadens valv och upphettar järnet som ligger på ugnens botten. Gasen leds ut genom en hög skorsten med spjäll för reglering.
Den andra typen heter gasvällugn. Generatorgasen (gengasen) produceras i en gasgenerator. En sådan kan försörja flera vällugnar, eller vara en integrerad del av vällugnen (koltornsvällugn). I koltornet förbränns ved eller kol med syreunderskott. Då genereras en brännbar gas (gengas). (Koltornskonstruktionen kunde, 125 år senare, under andra världskriget, återanvändas för konstruktion av gengasaggregat till bilar.) Gasen blåses in genom munstycken i kortsidan på ugnen och lågan stryker under eldstadens valv och upphettar järnet som ligger på ugnens botten. Gasen leds ut genom en skorsten som via en varmapparat förvärmer inkommande luft till gasgeneratorn.
Ugnen kan vara försedd med flera härdar, monterade i rad och sinsemellan öppna. Den heta gasen går genom alla. Smältorna läggs in i den svalaste härden, och flyttas successivt mot den hetaste härden (ugnen lutar något nedåt). De färdigvärmda smältorna lyftes med en tång, upphängd på en lina och matas snabbt in i det första valsparet. Gasvällugnen är försedd med luftförvärmning av inkommande luft till gasgeneratorn.

## Bevarade vällugnar
Det finns några vällugnar kvar att besöka. I Västmanland finns vällugnar i Surahammars bruksmuseum och i Ramnäs bruk.